# Bisdom Caldas
Het bisdom Caldas (Latijn: Dioecesis Caldensis) is een rooms-katholiek bisdom met als zetel Caldas, in Colombia. Het bisdom is suffragaan aan het aartsbisdom Medellín. 

## Geschiedenis
Het bisdom werd opgericht op 18 juni 1988, uit delen van het aartsbisdom Medellín. 

## Parochies
Het bisdom had in 2021 een oppervlakte van 1.415 km2 en telde 263.719 inwoners waarvan 97,6% rooms-katholiek was.

## Bisschoppen
- Germán Garcia Isaza (18 juni 1988 - 1 maart 2002)
- José Soleibe Arbeláez (6 december 2002 - 28 januari 2015)
- César Alcides Balbín Tamayo (28 januari 2015 - 18 oktober 2021)
- Juan Fernando Franco Sánchez (15 oktober 2022 - heden; administrator sinds 16 december 2021)

## Galerij van afbeeldingen

Wapen van het bisdom Caldas

Medellín (aartsbisdom) · Caldas · Girardota · Jericó · Sonsón-Rionegro